# Cossato
Cossato – miejscowość i gmina we Włoszech, w regionie Piemont, w prowincji Biella.
Według danych na styczeń 2009 gminę zamieszkiwało 14 980 osób przy gęstości zaludnienia 540,8 os./km².

## Miasta partnerskie
- Newe Szalom